# Budzieszowce
Budzieszowce (deutsch Korkenhagen) ist ein Dorf in der Woiwodschaft Westpommern in Polen. Es gehört zur Gmina Maszewo (Stadt- und Landgemeinde Massow) im Powiat Goleniowski (Gollnower Kreis).

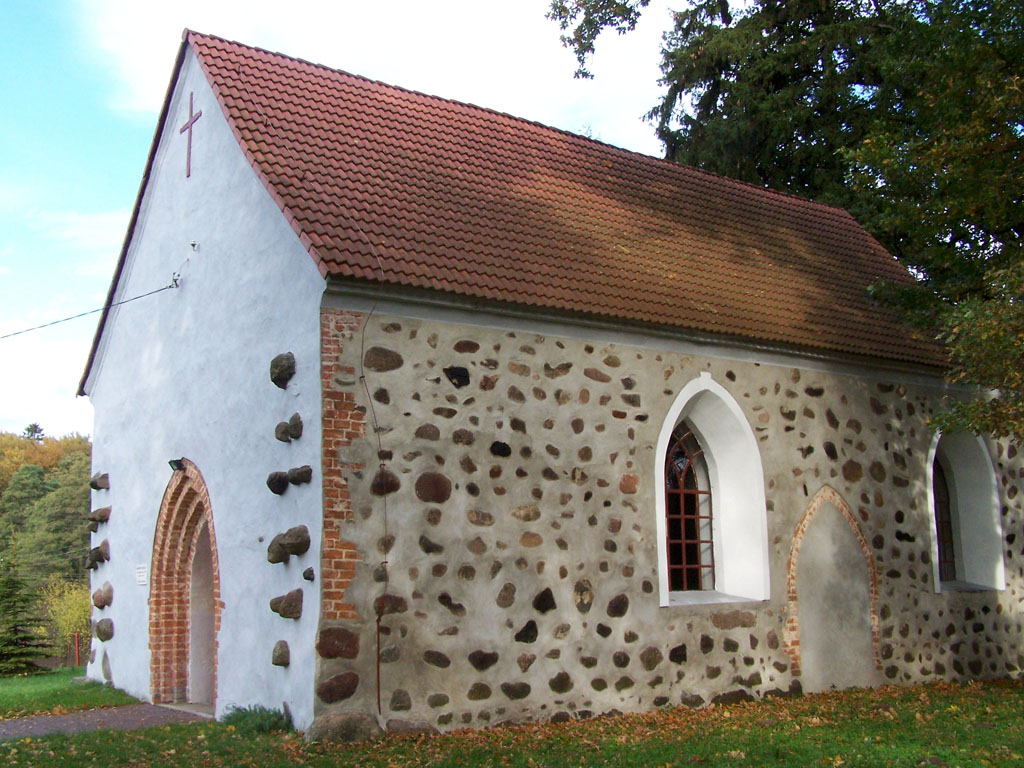
Dorfkirche (Aufnahme von 2006)

## Geographische Lage
Das Dorf liegt in Hinterpommern, etwa 30 km nordöstlich von Stettin und etwa 12 km südöstlich der Kreisstadt Maszewo (Massow). 
Durch den Ort führt von Nordwest nach Südost die Woiwodschaftsstraße 113. Nach Osten, entlang der Woiwodschaftsstraße, geht die Bebauung in den Nachbarort Jarosławki (Neuendorf) über. 
Südlich des Ortes verlief die Bahnstrecke Gollnow–Massow der Naugarder Bahnen, an der ein eigener Haltepunkt Korkenhagen bestand. Die Strecke ist heute stillgelegt. 

## Geschichte
In Ludwig Wilhelm Brüggemanns Ausführlicher Beschreibung des Königlich-Preußischen Herzogtums Vor- und Hinterpommern (1784) ist Korkenhagen unter den adeligen Gütern des Saatziger Kreises aufgeführt. In Korkenhagen gab es damals ein Vorwerk mit einer Schäferei, ein 1756 auf der Feldmark angelegtes Vorwerk namens Friderikenhof, eine Wassermühle, eine holländische Windmühle, vier Bauern, einen Krüger und Kossäten sowie eine Schmiede, insgesamt 20 Haushalte („Feuerstellen“). Die Kirche war ehemals eine Mutterkirche, seit 1776 aber Filia von Schönhagen.
Bis 1945 bildete Korkenhagen eine Landgemeinde im Kreis Naugard der Provinz Pommern. Die Gemeinde zählte im Jahre 1933 249 Einwohner und im Jahre 1939 237 Einwohner. Zu der Gemeinde gehörten neben Korkenhagen selbst kein weiterer Wohnplatz.
1945 kam Korkenhagen, wie ganz Hinterpommern, an Polen. Es erhielt den polnischen Ortsnamen „Budzieszowce“.

## Söhne und Töchter des Ortes
- Wilhelm August Bernhard von Hiller (1806–1898), preußischer Generalleutnant, zuletzt Kommandeur der 39. Infanterie-Brigade
- Leberecht Maaß (1863–1914), deutscher Konteradmiral, zuletzt Zweiter Admiral der Aufklärungsschiffe